# 齋藤美術館
齋藤美術館（さいとうびじゅつかん）は、岐阜県郡上市にある私設美術館。

## 概要
齋藤家に伝わる書画・茶道具などの美術品を展示する美術館である。1987年（昭和62年）開館。
齋藤家は江戸時代から続く旧家である。郡上八幡の豪商で茶人であり、郡上藩歴代当主とも親交があった。齋藤家が代々蒐集してきた茶道具（茶碗、菓子器、香合、茶入、棗など）、屏風、掛軸などは約1300点に及ぶ。
齋藤家の敷地内にある。齋藤家の母屋（江戸時代後期建築の町家造り。郡上市の重要文化財建造物。）は、喫茶室となっている。
やなか水のこみち（八幡町新町から八幡町稲荷町にかけて整備された玉石が敷き詰められ小道）沿いにあり、齋藤美術館、奥美濃おもだか家民芸館、心の森ミュージアム 遊童館を合わせて、やなか三館とも称する。

## 施設概要
- 常設展示室
  - 茶道具、書画などを展示
- 蔵展示室
  - 煎茶道具、向付、小皿、漆器などを展示
- 特別展示室
- 茶室
- ミュージアムショップ

## 利用案内
- 所在地：岐阜県郡上市八幡町新町927
- 開館時間：10：00 - 16：00
- 休館日：木曜日・1月・2月
- 入館料：大人300円・小人200円
  - 特別展示室、ミュージアムショップは無料
- 駐車場：有
  - 齋藤美術館が運営する、有料のサイトウパーキングがある。駐車券の提示で、入場料と喫茶室の割引サービスがある。

## 交通アクセス

### 公共交通機関
- 長良川鉄道越美南線 郡上八幡駅下車、徒歩で約20分。
- 城下町プラザ（バスターミナル）より徒歩で約5分。
  - 岐阜バス：高速八幡線・高速白川郷線・白鳥交通八幡白鳥線・八幡観光バス明宝線・和良線・平成エンタープライズVIPライナー・まめバス・郡上市自主運行バス小駄良線が乗り入れる。

### 自動車
- 東海北陸自動車道 郡上八幡ICより約5分。

## 周辺施設
- 奥美濃おもだか家民芸館
- 心の森ミュージアム 遊童館
- 郡上八幡樂藝館
- 郡上八幡旧庁舎記念館
- 八幡信用金庫本店
- 大垣共立銀行八幡支店
- 宗祇水